# Adam Holm
Adam Holm Jørgensen, né le 1er septembre 2002 à Frederiksberg, est un coureur cycliste danois.

## Biographie
En 2019, Adam Holm Jørgensen termine quatrième du championnat d'Europe du contre-la-montre juniors (moins de 19 ans),. L'année suivante, il prend notamment la troisième place du Grand Prix Rüebliland. Il devient également champion du Danemark de l'américaine juniors, aux côtés de son compatriote Carl-Frederik Bévort.
En 2021, il rejoint l'équipe continentale BHS-PL Beton Bornholm. Bon rouleur, il obtient diverses places d'honneur dans les championnats. Il se classe également dixième du contre-la-montre du Tour du Danemark, au milieu de plusieurs coureurs du World Tour. 
En aout 2022, il s'impose sur la troisième étape du Tour de l'Avenir grâce une échappée victorieuse.

## Palmarès et résultats

### Palmarès par année
- 2019
  - 4e du championnat d'Europe du contre-la-montre juniors
- 2020
  -  Champion du Danemark de l'américaine juniors (avec Carl-Frederik Bévort)
  - 3e du Grand Prix Rüebliland
- 2022
  - 3e étape du Tour de l'Avenir
  - 2e du Grand Prix Horsens
  - 2e du championnat du Danemark du contre-la-montre espoirs
- 2023
  - 3e étape du Tour de l'Avenir (contre-la-montre par équipes)

### Classements mondiaux
| Année                                 | 2021  | 2022 | 2023  | 2024  |
| ------------------------------------- | ----- | ---- | ----- | ----- |
| Classement mondial                    | 1794e | 664e | 2070e | 1832e |
| UCI Europe Tour                       | 1231e | 511e | nc    | nc    |
|                                       |       |      |       |       |
| Légende : nc = non classéSource : UCI |       |      |       |       |